# سان خوسيه شاركس
سان خوسيه شاركس (بالإنجليزية: San Jose Sharks)‏ هو فريق هوكي جليد أمريكي محترف يلعب في شعبة المحيط الهادئ من القسم الغربي في دوري الهوكي الوطني (NHL).